# Stanley William Hayter
Stanley William Hayter (ur. 27 grudnia 1901 w Londynie, zm. 4 maja 1988 w Paryżu) – brytyjski grafik, malarz i rysownik. Odegrał ważną rolę dla popularyzacji grafiki artystycznej w Europie i Stanach Zjednoczonych.

## Życiorys
Zamieszkał w Paryżu w 1926 roku. Tam wstąpił do Académie Julian na kurs grafiki. Był uczniem polskiego artysty, Józefa Hechta (1891-1951), który przekazał mu tajniki w zakresie miedziorytu.
W 1927 założył studio graficzne, które zasłynęło jako Atelier 17. W 1929 Yves Tanguy i André Masson zapoznali go z surrealizmem. Wraz z artystami paryskiej awangardy wyemigrował w 1939 roku do Nowego Jorku, gdzie otworzył ponownie Atelier 17. Pracowało tam wielu słynnych artystów, m.in. Pablo Picasso, Joan Miró, Max Ernst, Alberto Giacometti, Paul Eluard, Yves Tanguy, Alexander Calder, Mark Rothko, Wassily Kandinsky, Jackson Pollock. Jego książka New Ways of Gravure (1949) stała się podręcznikiem dla grafików. Opisał w niej opracowaną przez siebie metodę symultanicznego druku barwnego.

## Publikacje
- Jankel Adler, Nicholson and Watson, Londyn, Paryż, 1948.
- New Ways of Gravure, z przemową Herberta Reada, Routledge & Kegan Paul, Londyn, 1949.
- About Prints, Oxford University Press, Londyn, 1962.